# Nacjonalizm integralny

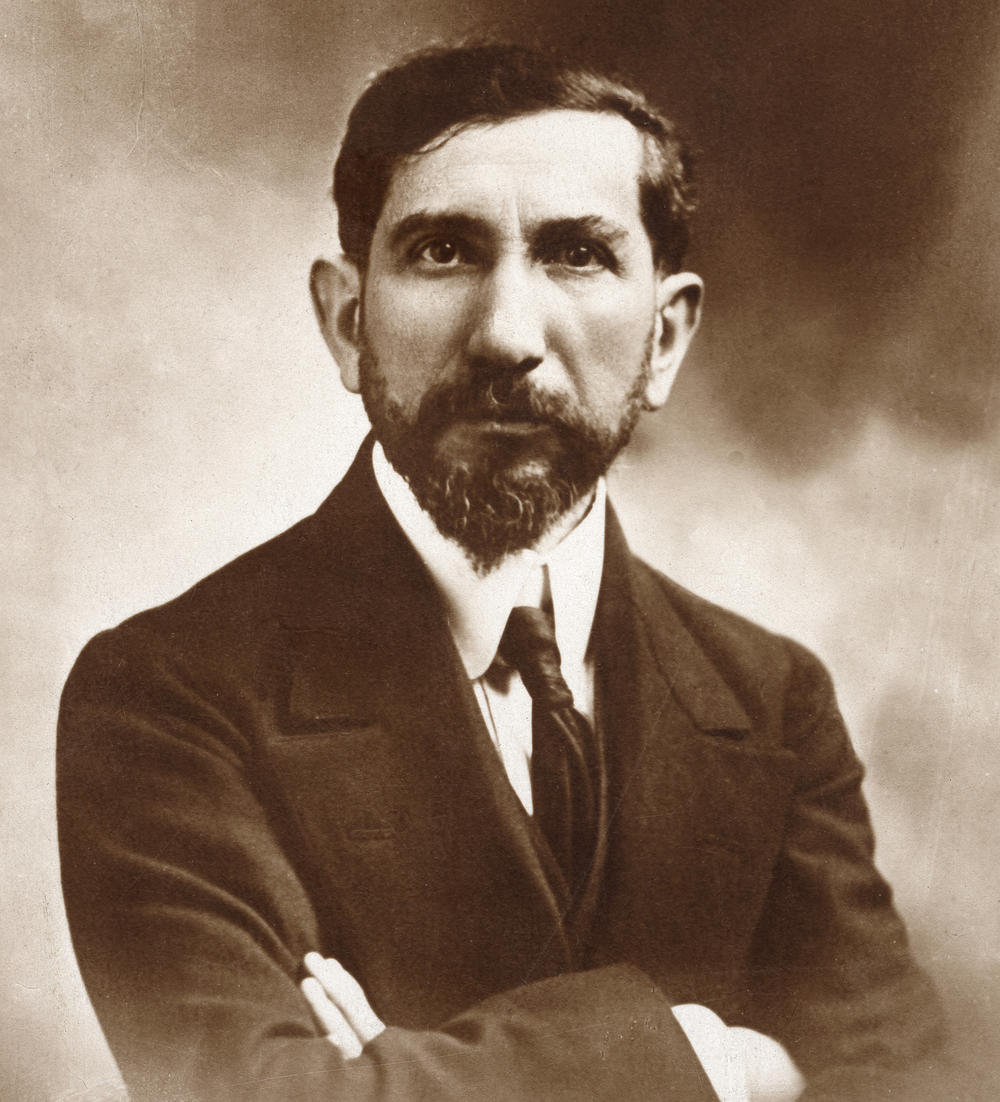
Charles Maurras

Nacjonalizm integralny – odmiana nacjonalizmu odrzucająca suwerenność narodu na rzecz władzy, która w jego interesie działa, ale jest od niego niezależna.
Podstawową cechą takiego nacjonalizmu był antydemokratyzm, zakładający, że w przypadku demokracji narodem mogą rządzić kliki partyjne i cudzoziemcy, co przeczy samemu celowi nacjonalizmu.
Pojęcie i zakres nacjonalizmu integralnego sformułował Charles Maurras.

## Francuski nacjonalizm integralny
Doktryna ta stała się programem Akcji Francuskiej. W przypadku Francji integralny nacjonalizm powstał z połączenia nacjonalizmu z rojalizmem, z naczelną tezą zakładającą, że tylko instytucje monarchiczne zaspokajają wszystkie aspiracje i potrzeby narodowe.

## Ukraiński nacjonalizm integralny

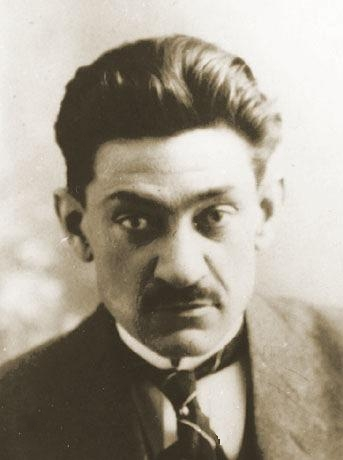
Dmytro Doncow (przed 1925)

Zdaniem części badaczy ukraiński nacjonalizm od lat 20. XX w. mieszczący w sobie elementy faszyzmu i totalitaryzmu należy zaliczać do nacjonalizmów integralnych. Jego twórcą był Dmytro Doncow. Nacjonalizm ten zakładał, że najwyższą wartością jest naród, a najważniejszym celem jest zdobycie niezależnego państwa.
Doktryna została formalnie przyjęta za podstawy ideologiczne OUN na I Kongresie Ukraińskich Nacjonalistów w 1929 roku. Kongres ten w swojej uchwale założył wprowadzenie prawicowego ustroju totalitarnego w odzyskanym państwie, w którym niepodzielną władzę sprawować będzie jeden ruch polityczny z wodzem narodu i elitą. Mówi o tym punkt 16 Uchwały I Kongresu Ukraińskich Nacjonalistów, zgodnie z którym w narodzie ukraińskim nie ma miejsca na demokrację - rządzić ma nim ponadpartyjna (nie dopuszczająca do powstania jakiejkolwiek partii politycznej), obejmująca cały naród ukraiński, monokratyczna Organizacja Ukraińskich Nacjonalistów. Oprócz Doncowa głównymi przedstawicielami ukraińskiego nacjonalizmu integralnego byli: Mykoła Sciborski, Jurij Łypa, Jewhen Onaćkyj, Dmytro Palijiw.
W 1943 OUN-B odeszła od koncepcji Doncowa na rzecz haseł demokratycznych. Zdaniem Pera Andersa Rudlinga i Grzegorza Rossolińskiego-Liebe był to taktyczny manewr, który miał na celu zmianę wizerunku organizacji w kontekście planowanego nawiązania współpracy z zachodnimi aliantami. Za zmianą retoryki nie poszła zmiana praktyki organizacji, która w dalszym ciągu dokonywała masowych zbrodni. Tomasz Stryjek uważa, że do końca II wojny światowej OUN-B nie wyrzekła się zamiarów sprawowania władzy w przyszłym państwie ukraińskim metodami totalitarnymi. Po rozłamie, który nastąpił w łonie emigracyjnej OUN-B (znanej jako ZCz OUN) w 1954, nowo powstałe ugrupowanie OUN-z kontynuowało odwoływanie się do platformy demokratycznej UHWR, a ZCz OUN oficjalnie powróciły do ideologii Doncowa. Według Rudlinga do lat 60. słowo demokracja funkcjonowało wśród ukraińskich nacjonalistów na obczyźnie w znaczeniu pejoratywnym.
John-Paul Himka i Per Anders Rudling twierdzą, że nacjonaliści ukraińscy nigdy nie używali terminu nacjonalizm integralny. Nazwa ta została przypisana do ideologii OUN przez Johna A. Armstronga w latach powojennych. Według Himki rozróżnienie pomiędzy integralnym nacjonalizmem a faszyzmem czy nazizmem jest semantycznym trikiem, gdyż Armstrong także zaliczał nazistów do kategorii integralnych nacjonalistów.
John-Paul Himka, Per Anders Rudling i Grzegorz Rossoliński-Liebe uważają koncepcje Armstronga dotyczące ukraińskiego nacjonalizmu za przestarzałe. Ich zdaniem Armstrong zachwycał się czołowymi działaczami OUN i na wywiadach z nimi opierał swoje badania. Nie miał dostępu do źródeł z krajów Europy centralnej i wschodniej, co negatywnie wpłynęło na wyciągane przez niego wnioski. Armstrong pomijał według nich udział OUN zbrodniach na Żydach i Polakach. Z tego też powodu historycy ci uważają, że prace Armstronga zdobywają poklask zwolenników spuścizny OUN-UPA i są wykorzystywane do jej obrony.
Zdaniem Tomasza Stryjka analiza ideologii i praktyki działania OUN prowadzi do wniosku, że w latach 1929–1941 było to prawicowe ugrupowanie nacjonalistyczno-integralne (autorytarne), następnie w latach 1941–1945 faszystowskie, a od 1945 roku powróciło do obozu prawicy autorytarnej.